# Mount Beaufort (berg i Kanada)
Mount Beaufort är ett berg i Kanada.   Det ligger i territoriet Nunavut, i den norra delen av landet, 3 600 km norr om huvudstaden Ottawa.
Terrängen runt Mount Beaufort är platt söderut, men norrut är den kuperad. Havet är nära Mount Beaufort åt sydväst. Trakten är glest befolkad. Det finns inga samhällen i närheten. 
Trakten runt Mount Beaufort är permanent täckt av is och snö.